# Rivière du Lièvre
Pour les articles homonymes, voir Lièvre (homonymie).
La rivière du Lièvre ou la Lièvre  (en algonquin : Okai Sipi) est un des principaux affluents de la rivière des Outaouais, au Québec, au Canada. Elle coule du nord au sud en suivant à peu près la longitude -75.5. Les principales villes et villages longeant son cours sont Ferme-Neuve, Mont-Laurier, Notre-Dame-de-Pontmain, Notre-Dame-du-Laus, Val-des-Bois et sa voisine Bowman, Notre-Dame-de-la-Salette et sa voisine Val-des-Monts, L'Ange-Gardien et Gatineau (anciennes villes de Buckingham et de Masson appelé aussi le village urbain Vallée-de-la-Lièvre).

## Toponymie
Le nom de la rivière a été mentionné la première fois en 1686 par Pierre de Troyes. Elle est sans doute la traduction de l'algonquin Wabos Sipi qui se traduit par rivière du Lièvre. L'abondance du lièvre d'Amérique (Lepus americanus) autrefois explique probablement l'origine du toponyme. Le lièvre occupe une place de choix dans la mythologie algonquine. C'est Michabou (ou Grand Lièvre) qui a envoyé la loutre chercher le grain de sable à l'origine de la Terre. C'est aussi lui qui a créé les êtres humains.

## Géographie

### Cours
La Lièvre commence son cours à une altitude de 384 m au Lac Orthès qui est situé dans le territoire non organisé de Lac-Bazinet. Elle coule ensuite vers le sud sur 330 km pour se jeter dans la rivière des Outaouais à Gatineau dans le secteur de Masson-Angers à une altitude de 44 m.

### Hydrologie

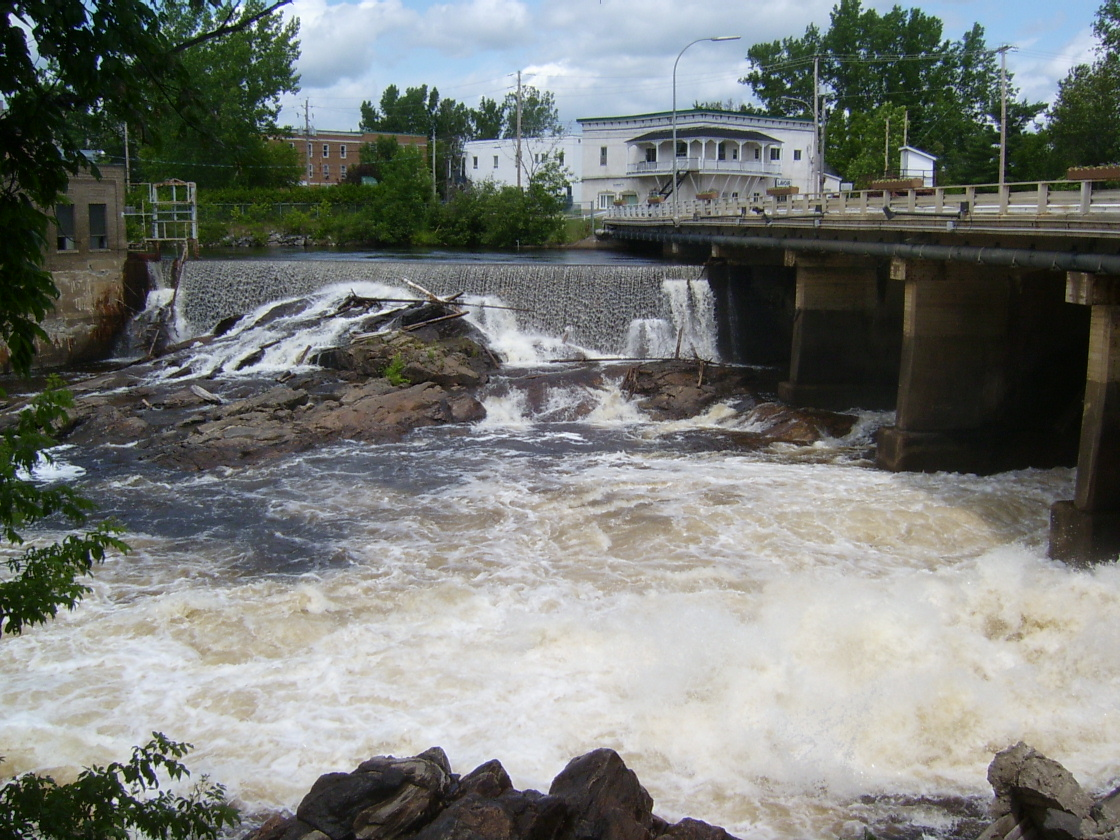
Rivière du Lièvre à Mont-Laurier

Le bassin versant de la Lièvre a une superficie de 9 542 km2. La rivière à un débit moyen est de 96,55 m3/s à Mont-Laurier avec un débit maximum de 742 m3/s et un débit minimal de 14 m3/s. Ses principaux affluents sont, de l'amont à l'aval, les rivières Mitchinamecus, Kiamika et du Sourd. Le bassin comprend 3 768 lacs dont quatre réservoirs d'importance ; le doublé lac du Poisson Blanc/réservoir aux Sables (85,21 km2), le réservoir Mitchinamecus (64,75 km2), le réservoir Kiamika (42,48 km2) et le réservoir l'Escalier (11,14 km2). Le bassin comprend aussi plusieurs lacs dont la superficie est supérieure à 10 km2, soit les lacs Némiscachingue (16,6 km2), des Îles (16,24 km2), du Cerf (12,67 km2), à la Culotte (11,4 km2) et Adonis (11,34 km2).

### Géologie
La Lièvre est entièrement comprise dans les Laurentides, qui fait partie de la province de Grenville du Bouclier canadien. Elles correspondent aux racines d'une ancienne chaîne de montagnes qui s'est formée il y a un milliard d'années. L'assise rocheuse est composée de roches métamorphiques comme le gneiss.
Quant aux dépôts meubles, ils proviennent pour la plupart de la fonte des glaciers qui a débuté il y a 15 000 ans. Ils sont composés en majorité de till et ont une grande hétérogénéité. Le fond des vallées est recouvert de dépôts sable et de gravier parfois épais. Le sud du bassin a été recouvert il y a 12 000 ans par la mer de Champlain, laissant des dépôts d'argile et des terrasses de sable.

### Population
La population du bassin était estimée à 38 841 habitants en 2001. Les deux principales agglomérations sont Mont-Laurier (11 015 habitants) et Gatineau (10 054 habitants).

## Milieu naturel
On retrouve 54 espèces de poissons. Les espèces les plus importantes sont l'omble de fontaine (Salvelinus fontinalis), le grand brochet (Esox lucius), le touladi (Salvelinus namaycush), le doré jaune (Sander vitreus) et l'achigan à petite bouche (Micropterus dolomieu). À l'aval de Mont-Laurier, on retrouve aussi le grand corégone (Coregonus clupeaformis), le fondule barré (Fundulus diaphanus) et le chevalier rouge (Moxostoma macrolepidotum).

## Histoire

### Premiers occupants du territoire

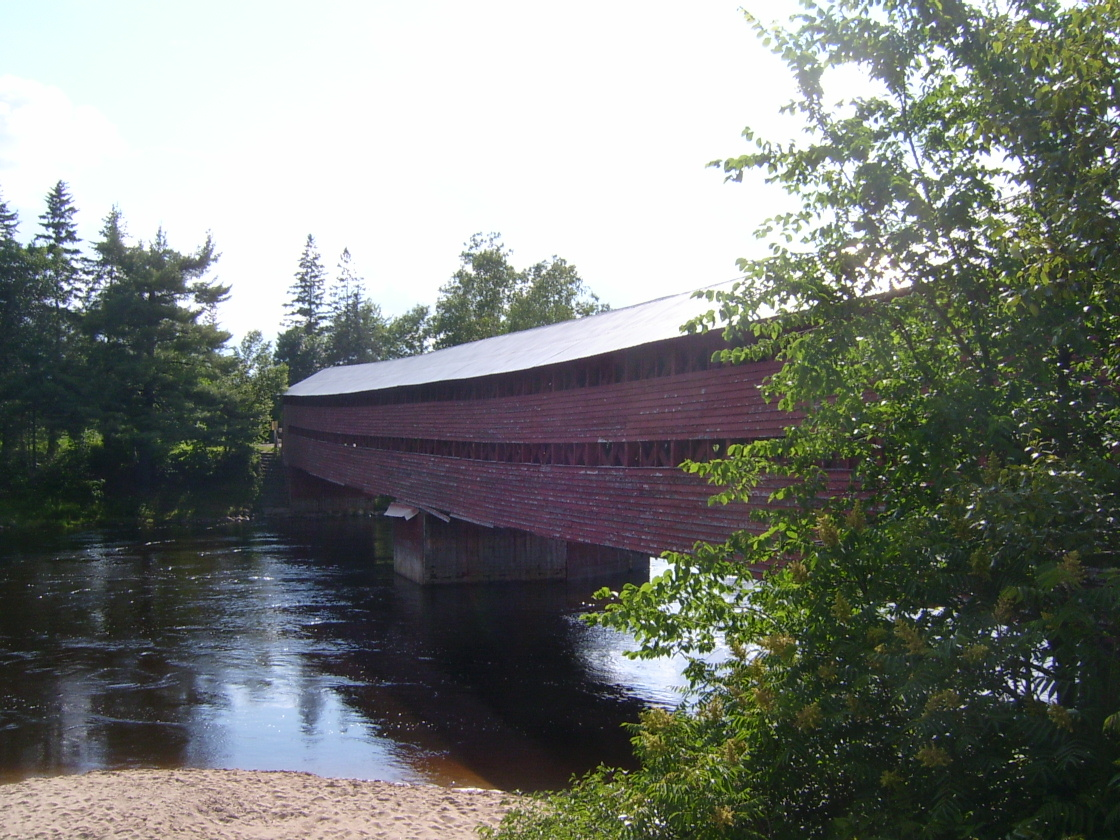
Pont de Ferme-Rouge.

Les sites archéologiques attestent de la présence humaine depuis six à sept mille ans. Lors de l'arrivée des Français au XVIIe siècle, le nord du bassin était occupé par les Attikameks et le sud par les Oueskarini. Les premiers étaient spécialisés dans la chasse à l'orignal et les seconds dans celle du wapiti. Les deux peuples descendaient la Lièvre chaque été pour le commerce avec les autres peuples.

### Colonisation
Samuel de Champlain mentionna la rivière en 1613 sans la nommer. Les premiers Européens à l'explorer furent Étienne Brûlé et Nicolas du Vigneau au début du XVIIe siècle. Elle devint au cours du XVIIe siècle une voie de contournement importante pour les peuples voulant commercer avec les Français et éviter les embuscades tendues par les Iroquois. En 1720, les Français ouvrent un poste de traite à l'embouchure de la rivière. Un autre poste est ouvert en 1826 près de Notre-Dame-du-Laus.
C'est en 1806 que Philemon Wright, un Bostonnais émigré au Canada, commença l'exploitation de la forêt en Outaouais. Le bois descendait à l'époque par flottage jusqu'à Québec pour être ensuite exporté en Grande-Bretagne. Les premiers droits de coupe dans la vallée de la Lièvre furent offerts en 1824. Plusieurs autres entrepreneurs emboîtèrent le pas, mais rapidement s'installa le quasi-monopole de la James Maclaren and Company et de la Canadian International Paper Company. Vers 1850 les pins blancs devinrent plus rares et l'activité forestière se tourna alors vers la transformation dans les scieries. Au tournant du XXe siècle, on voit apparaître les premières pulperies ainsi que la construction des premiers barrages sur la rivière. 
C'est vers 1840 que l'on assiste au début de la colonisation des terres. La première route atteint Mont-Laurier en 1885 et le chemin de fer en 1909, permettant l'établissement d'un chapelet de villages le long de la rivière. La construction de la route vers l'Abitibi dans les années 1930 permit de transporter le bois par la voie terrestre. Le chemin de fer connut un long déclin et fut finalement démonté en 1989. Ce n'est cependant qu'en 1993 que la drave cessa sur la rivière.

### Glissements de terrain
À Notre-Dame-de-la-Salette, le 11 octobre 1903, à 5 heures 15, près de 100 acres (40 ha) de terre arable se déplacent sur une distance de plus de 300 pieds (100 m) en direction nord-est, culbutant presque tous les bâtiments qui se trouvent sur son passage. Le barrage gouvernemental est renversé et l'écluse, dont les portes sont défoncées, est remplie d'argile provenant de l'éboulement. Les masses d'argile bloquent la rivière jusqu'à 700 pieds en amont de l'écluse. Derrière ce barrage naturel, le niveau des eaux grimpe de plus de 24 pieds (7 m) et dépasse d'un pied le sommet de l'écluse.
Moins de cinq années plus tard, soit au matin du 26 avril 1908, un éboulement de plus forte ampleur se produit à la hauteur du village de Notre-Dame-de-la-Salette. Plusieurs maisons et divers autres bâtiments sont emportés par le glissement des couches argileuses. Cet événement cause la mort de 34 personnes, dont plusieurs enfants. Les corps de dix des personnes emportées par cette coulée ne seront jamais retrouvés. Il s'agit de l'éboulement le plus meurtrier à être survenu au Québec depuis que des données sont cumulées sur ces phénomènes.